# كرهرك (كورنوال)
كرهرك (بالإنجليزية: Carharrack)‏ هي قرية وأبرشية مدنية تقع في المملكة المتحدة في إنجلترا.